# S&P Asia 50
Le S&P Asia 50 est un indice boursier de l'Asie composé de 50 des principales capitalisations boursières de cette région du monde.

## Composition
Au 15 avril 2011, l'indice S&P Asia 50 se composait des titres suivants:
| Code      | Société                               | Pays         | Secteur             |
| --------- | ------------------------------------- | ------------ | ------------------- |
| 2409 TT   | AU Optronics                          | Taïwan       | Électronique        |
| 2388 HK   | BOC Hong Kong                         | Chine        | Banque              |
| 2882 TT   | Cathay Financial Holding              | Taïwan       | Assurance           |
| 1 HK      | Cheung Kong Holdings                  | Chine        | Immobilier          |
| 939 HK    | China Construction Bank               | Chine        | Banque              |
| 2628 HK   | China Life Insurance                  | Chine        | Assurance           |
| 941 HK    | China Mobile                          | Chine        | Télécommunications  |
| 386 HK    | China Petroleum & Chemical            | Chine        | Pétrolier           |
| 2002 TT   | China Steel                           | Taïwan       | Minier              |
| 2412 TT   | Chunghwa Telecom                      | Taïwan       | Télécommunications  |
| 2 HK      | CLP Holdings                          | Chine        | Électricité         |
| 883 HK    | CNOOC                                 | Chine        | Pétrolier           |
| DBS SP    | DBS Group Holdings                    | Singapour    | Banque              |
| 330 HK    | Esprit Holdings                       | Chine        | Habillement         |
| 1326 TT   | Formosa Chemicals & Fibre             | Taïwan       | Pétrochimie         |
| 1301 TT   | Formosa Plastics                      | Taïwan       | Pétrochimie         |
| 11 HK     | Hang Seng Bank                        | Chine        | Banque              |
| 2317 TT   | Hon Hai Precision Industry            | Taïwan       | Électronique        |
| 3 HK      | Hong Kong & China Gas                 | Chine        | Gaz                 |
| 388 HK    | Hong Kong Exchanges and Clearing      | Chine        | Services financiers |
| 2498 TT   | HTC                                   | Taïwan       | Télécommunications  |
| 13 HK     | Hutchison Whampoa                     | Chine        | Holding             |
| 009540 KP | Hyundai Heavy Industries              | Corée du Sud | Industrie lourde    |
| 012330 KP | Hyundai Mobis                         | Corée du Sud | Automobile          |
| 005380 KP | Hyundai Motor                         | Corée du Sud | Automobile          |
| 1398 HK   | Industrial & Commercial Bank of China | Chine        | Banque              |
| 105560 KP | KB Financial Group                    | Corée du Sud | Services financiers |
| KEP SP    | Keppel                                | Singapour    | Holding             |
| 015760 KP | Korea Electric Power                  | Corée du Sud | Électricité         |
| 033780 KP | KT&G                                  | Corée du Sud | Agriculture         |
| 066570 KP | LG Electronics                        | Corée du Sud | Électronique        |
| 494 HK    | Li & Fung                             | Chine        | Distribution        |
| 2454 TT   | MediaTek                              | Taïwan       | Électronique        |
| 1303 TT   | Nan Ya Plastics                       | Taïwan       | Pétrochimie         |
| OCBC SP   | Oversea-Chinese Banking               | Singapour    | Banque              |
| 857 HK    | PetroChina                            | Chine        | Pétrolier           |
| 005490 KP | POSCO                                 | Corée du Sud | Minier              |
| 6 HK      | Power Assets Holdings                 | Chine        | Électricité         |
| 000830 KP | Samsung C&T                           | Corée du Sud | Distribution        |
| 005930 KP | Samsung Electronics                   | Corée du Sud | Électronique        |
| 055550 KP | Shinhan Financial Group               | Corée du Sud | Services financiers |
| SIA SP    | Singapore Airlines                    | Singapour    | Transport aérien    |
| ST SP     | Singapore Telecommunications          | Singapour    | Télécommunications  |
| 096770 KP | SK Innovation                         | Corée du Sud | Pétrolier           |
| 16 HK     | Sun Hung Kai Properties               | Chine        | Immobilier          |
| 19 HK     | Swire Pacific                         | Chine        | Holding             |
| 2330 TT   | TSMC                                  | Taïwan       | Électronique        |
| 2303 TT   | United Microelectronics               | Taïwan       | Électronique        |
| UOB SP    | United Overseas Bank                  | Singapour    | Banque              |
| WIL SP    | Wilmar International                  | Singapour    | Agriculture         |